# فراري مصطفى قره باشا
فراري مصطفى قره باشا (بالتركية: Firari Kara Mustafa Paşa)‏ أو الداماد مصطفى باشا هاليجي (بالتركية: Halıcı Damadı Mustafa Paşa)‏ سياسي عثماني شغل منصب والي مصر منذ 1656 حتى 1657. التحق بالقصر العثماني في سن صغيرة، حيث ترقى سريعًا إلى منصب سلاحدار (حامل سيف السلطان).  تولى منصب قبطان باشا البحرية العثمانية (أدميرال)

## لقبه
لقبه "فراري" هو بسبب فراره واختباءه في اسطنبول فترة طويلة
ولقبه "هاليجي" (بالتركية: Halıcı)‏ فمعناه "السجادي" الذي يعمل في بيع أو صناعة السجاد.

## حياته
في 5 مارس 1656م، عُيّن قبطان باشا البحرية العثمانية عقب تعيين مصطفى باشا الزرنائي صدرًا أعظماً ولكنه فشل في معالجة أزمات الأسطول العثماني، مما أدى إلى تزايد حالات الهروب من الخدمة البحرية. ولهذا السبب، عُزل من منصبه في 3 مايو 1656م، ونُقل إلى ولاية مصر، فيما تولى كنعان باشا الأشقر قيادة الأسطول مكانه.
فيما بعد، وبتوجيه من محمد باشا الكوبريللي، صدر أمر بعزله من ولاية مصر وإعدامه، فكلّف والي دمشق طيار زاده أحمد باشا (بالتركية: Tayyarzade Ahmed Paşa)‏ بملاحقته أثناء وجوده في حلب. ولكن محمد باشا أباظة، محافظ حلب، نصحه بالاختباء، فهرب قره مصطفى باشا سرًا إلى إسطنبول، حيث بقي مختبئًا لفترة طويلة، مما أكسبه لقب "فراري" لفراره (الهارب).
في عام 1661، وبعد وفاة محمد باشا الكوبريللي وتولي ابنه فاضل أحمد باشا الكوبريللي الصدارة العظمى، صدر عفو عنه.

## مناصبه
- عُيّن واليًا على وان في 1661م.
- ثم تولى ولاية بغداد ثلاث مرات بين عامي 1664م و1671م.

## وفاته
توفي أثناء توليه منصب والي بغداد عام 1671م.

## أنظر أيضا
- قائمة قباطين البحر العثمانيين.